# Анет (Юта)
Анет (англ. Aneth) Т'аа Бііч'іідіі ( навахо Tʼáá Bííchʼį́įdii)  — переписна місцевість (CDP) в США, в окрузі Сан-Хуан штату Юта. Населення — 427 осіб (2020).

## Географія
Анет розташований за координатами 37°12′14″ пн. ш. 109°9′40″ зх. д. / 37.20389° пн. ш. 109.16111° зх. д. (37.203921, -109.161032).  За даними Бюро перепису населення США в 2010 році переписна місцевість мала площу 30,07 км², з яких 28,58 км² — суходіл та 1,49 км² — водойми.

## Демографія
Згідно з переписом 2010 року, у переписній місцевості мешкала 501 особа в 123 домогосподарствах у складі 104 родин. Густота населення становила 17 осіб/км².  Було 150 помешкань (5/км²).
Расовий склад населення:
| - 97,6 % — корінних американців - 1,0 % — білих - 1,0 % — осіб інших рас |

До двох чи більше рас належало 0,4 %. Частка іспаномовних становила 1,6 % від усіх жителів.
За віковим діапазоном населення розподілялося таким чином: 36,9 % — особи молодші 18 років, 55,7 % — особи у віці 18—64 років, 7,4 % — особи у віці 65 років та старші. Медіана віку мешканця становила 23,3 року. На 100 осіб жіночої статі у переписній місцевості припадало 102,8 чоловіків;  на 100 жінок у віці від 18 років та старших — 88,1 чоловіків також старших 18 років.
Середній дохід на одне домашнє господарство  становив 47 099 доларів США (медіана — 32 625), а середній дохід на одну сім'ю — 46 540 доларів (медіана — 33 375). За межею бідності перебувало 42,2 % осіб, у тому числі 32,4 % дітей у віці до 18 років та 7,1 % осіб у віці 65 років та старших.
Цивільне працевлаштоване населення становило 101 особа. Основні галузі зайнятості: освіта, охорона здоров'я та соціальна допомога — 41,6 %, будівництво — 14,9 %, мистецтво, розваги та відпочинок — 12,9 %.